# Ebba Engdahl
Ebba Engdahl, född 29 oktober 1991 i Lund, är en svensk tidigare handbollsspelare (mittnia).

## Karriär
Ebba Engdahl började spela i KFUM Lundagård.
Åren 2010–2013 spelade Engdahl för H43 Lundagård. År 2010 blev hon uttagen till U20-landslaget och fick spela U20-VM-turneringen. Spelet i elitserien med bland annat en andra plats i skytteligan gjorde att Engdahl togs ut till ett A-landslagsläger innan VM kvalet mot Polen 2013 men hon kom inte med i truppen. År 2013 bytte hon klubb till Lugi HF och spelade tre matcher för klubben innan hon fick en allvarlig korsbandsskada. Den skulle kräva flera operationer och nästan två och ett halvt år innan Engdahl kunde göra comeback i Lugi ordentligt våren 2016. Hon förlängde sitt avtal med klubben 2016. Hon togs ut till det så kallade ligalandslaget 2017. Efter säsongen 2017-2018 slutade Ebba Engdahlmed handbollen på grund av att hennes knä inte höll för belastningen.